# Bruno Bonfioli
Bruno Bonfioli (Trento, 5 marzo 1889 – Milano, 4 aprile 1985) è stato un alpinista, patriota e ingegnere italiano.

## Biografia
Nel 1909, studente universitario di ingegneria, fondò assieme a Mite Ghezzer e Ferrante Giordani la SUSAT, la Sezione Universitaria della Società Alpinisti Tridentini (SAT), della quale fu presidente nel 1911.
Irredentista convinto, allo scoppio della prima guerra mondiale passò il confine per arruolarsi nell'esercito italiano, dove, con il falso nome di Bruno Boisio, fu protagonista di varie azioni di guerra, tra le quali la mina del Col di Lana fatta brillare l'8 aprile 1916. Per questa e altre imprese gli vennero assegnate due medaglie d'argento al valor militare, una di bronzo e la croce di guerra.
Nel 1917 a Firenze fondò la Legione trentina, assieme agli altri irredentisti Aurelio Nicolodi, Giuseppe Fiorio, Guido Larcher, Italo Lunelli, Mario Scotoni, Vittorio Stenico, Giovanni Lorenzoni.
Dopo la guerra riprese la sua attività di ingegnere civile, in particolare dedicandosi alla progettazione di centrali idroelettriche. Nel 1926 realizzò l'impianto di Mollaro-Mezzocorona e l'anno seguente si dedicò alla costruzione delle centrali di Cogolo e Peio. Suoi furono i progetti per le dighe di Pian Palù e Santa Giustina e vari progetti sul torrente Noce.
Negli anni '30 divenne direttore della SGET, la Società Generale Elettrica Trentina. Nel 1937 passò alla Generale Elettrica Cisalpina (GEC) di Milano e infine negli anni '40 alla dirigenza della Edison.

## Opere
- Bruno Bonfioli, La diga di Mollaro sul torrente Noce, Milano, Società editrice riviste industrie elettriche, 1930, SBN RML0371014.
- Bruno Bonfioli, Nozioni attuali sulle proprietà dei calcestruzzi : l'esperienza sui cantieri delle dighe italiane, Milano, Società editrice riviste industrie elettriche, 1933, SBN RML0371191.